# Alfius
Alfius is een geslacht van kevers uit de familie bladkevers (Chrysomelidae).
De wetenschappelijke naam van het geslacht werd in 2006 gepubliceerd door Reid.

## Soorten
- Alfius pictipennis (Lea, 1929)